# Tanzania i olympiska sommarspelen 2008
Tanzania deltog i de olympiska sommarspelen 2008 som ägde rum i Peking i Kina. Ingen av landets deltagare erövrade någon medalj.

## Friidrott
- Huvudartikel: Friidrott vid olympiska sommarspelen 2008

Förkortningar
- Notera – Placeringar gäller endast den tävlandes eget heat
- Q = Kvalificerade sig till nästa omgång via placering
- q = Kvalificerade sig på tid eller, i fältgrenarna, på placering utan att ha nått kvalgränsen
- NR = Nationellt rekord
- N/A = Omgången inte möjlig i grenen
- Bye = Idrottaren behövde inte delta i omgången

Herrar
Bana och väg
| Idrottare              | Gren         | Heat     | Heat      | Semifinal        | Semifinal        | Final            | Final            |
| Idrottare              | Gren         | Resultat | Placering | Resultat         | Placering        | Resultat         | Placering        |
| ---------------------- | ------------ | -------- | --------- | ---------------- | ---------------- | ---------------- | ---------------- |
| Getuli Bayo            | Maraton      | i.u.     | i.u.      | i.u.             | i.u.             | DNF              | DNF              |
| Dickson Marwa          | 10 000 meter | i.u.     | i.u.      | i.u.             | i.u.             | 27:48.03         | 14               |
| Mohamed Ikoki Msandeki | Maraton      | i.u.     | i.u.      | i.u.             | i.u.             | DNS              | DNS              |
| Samwel Mwera           | 800 meter    | 1:50.67  | 7         | Gick inte vidare | Gick inte vidare | Gick inte vidare | Gick inte vidare |
| Fabiano Joseph Naasi   | 10 000 meter | i.u.     | i.u.      | i.u.             | i.u.             | 27:25.33         | 9                |
| Samson Ramadhani       | Maraton      | i.u.     | i.u.      | i.u.             | i.u.             | 2:25:03          | 55               |
| Samwel Shauri          | 10 000 meter | i.u.     | i.u.      | i.u.             | i.u.             | 28:06.26         | 21               |

Damer
Bana och väg
| Idrottare            | Gren    | Heat     | Heat      | Final            | Final            |
| Idrottare            | Gren    | Resultat | Placering | Resultat         | Placering        |
| -------------------- | ------- | -------- | --------- | ---------------- | ---------------- |
| Zakia Mrisho Mohamed | 5 000 m | 15:24.28 | 12        | Gick inte vidare | Gick inte vidare |

## Simning
- Huvudartikel: Simning vid olympiska sommarspelen 2008